# Rosalio José Castillo Lara
Rosalio Josè Castillo Lara (San Casimiro, 4 settembre 1922 – Caracas, 16 ottobre 2007) è stato un cardinale e arcivescovo cattolico venezuelano.

## Biografia
Terzo figlio di sette, venne ordinato sacerdote il 4 settembre 1949 dallo zio Castillo Hernández, arcivescovo di Caracas. Nel 1950 si trasferì in Italia per studiare diritto canonico presso l'Università Salesiana di Torino. Nel settembre 1954 venne nominato professore nella facoltà di diritto canonico, prima a Torino fino al 1957, poi a Roma fino al 1965. Eletto vescovo titolare di Precausa il 26 marzo 1973, ricevette la consacrazione episcopale il 24 maggio dello stesso anno. Papa Giovanni Paolo II lo creò cardinale durante il concistoro del 25 maggio 1985.

### Presidente dell'Amministrazione del Patrimonio della Sede Apostolica
Presidente dell'Amministrazione del Patrimonio della Sede Apostolica dal 6 dicembre 1989, il 31 ottobre 1990 venne nominato anche presidente della Pontificia Commissione per lo Stato della Città del Vaticano. Fu membro della Commissione Cardinalizia di Supervisione sulla Banca Vaticana (Istituto per le Opere di Religione, noto con la sigla IOR).
Si oppose al governo del presidente Hugo Rafael Chávez Frías. Nel 2006, durante un'omelia nella Santa Messa, invocò di pregare "con fervore la Vergine Maria perché salvi il Venezuela. Stiamo vivendo una grave situazione, come qualche tempo fa nella nostra storia". Accusò in molte occasioni il crescente autoritarismo del presidente Chávez, che gli rispose qualificandolo come "ipócrita, bandito e diavolo in sottana".

### Morte ed esequie
Morì alle 7.40 del 16 ottobre 2007 nel centro medico di Caracas dove si trovava ricoverato per insufficienza respiratoria acuta dal 19 settembre. Alle sue esequie non fu presente alcun rappresentante del governo nazionale venezuelano in carica, ma vi presero parte alcuni rappresentanti dei governi regionali oppositori a Chavez. È sepolto nella cappella di San Giuseppe del Santuario di Maria Ausiliatrice ad Aragua.

## Genealogia episcopale e successione apostolica
La genealogia episcopale è:
- Cardinale Scipione Rebiba
- Cardinale Giulio Antonio Santori
- Cardinale Girolamo Bernerio, O.P.
- Arcivescovo Galeazzo Sanvitale
- Cardinale Ludovico Ludovisi
- Cardinale Luigi Caetani
- Cardinale Ulderico Carpegna
- Cardinale Paluzzo Paluzzi Altieri degli Albertoni
- Papa Benedetto XIII
- Papa Benedetto XIV
- Cardinale Enrico Enriquez
- Arcivescovo Manuel Quintano Bonifaz
- Cardinale Buenaventura Córdoba Espinosa de la Cerda
- Cardinale Giuseppe Maria Doria Pamphilj
- Papa Pio VIII
- Papa Pio IX
- Cardinale Alessandro Franchi
- Cardinale Giovanni Simeoni
- Cardinale Antonio Agliardi
- Cardinale Basilio Pompilj
- Cardinale Adeodato Piazza, O.C.D.
- Cardinale José Humberto Quintero Parra
- Cardinale Rosalio José Castillo Lara

La successione apostolica è:
- Vescovo Mariano De Nicolò (1989)
- Vescovo Ramón José Aponte Fernández (2004)